# Патнов
Патнов – район Коніна розташований у північній частині міста, приблизно за 9 км від його центру, на перешийку між Гославським і Пантновським озерами, по дорозі на Слесін.
Під час Січневого повстання — 22 березня 1863 року підрозділ під командуванням Казімєжа Меленцького вів бій з росіянами біля села, відомий як битва під Ольшаком. У 1976 році Потнув було включено до складу міста Конін.
Електростанція Патнов (понад 1600 МВт) розташована на березі Гославського озера. Її будівництво почалося в 1963 році, перший турбоагрегат почала працювати в 1967 році, а станція вийшла на повну виробничу потужність в 1974 році. Електростанція має відкриту систему охолодження, включаючи прилеглі озера. На північ від місцевості в 1958–2001 роках працював відкритий кар’єр Патнов KWB Konin.
Місцевість користується популярністю серед туристів завдяки своєму розташуванню на озері Пантновське, де є численні причали, зони для купання та готелі.